# La sombra de otra
La sombra de otra es una telenovela colombiana realizada por RTI Televisión para la Cadena Uno en 1988, bajo la dirección de Alí Humar. Está basada en la telenovela brasileña A Sucessora de Manoel Carlos, que a su vez, se basa en el libro homónimo de Carolina Nabuco. Contó con la adaptación libre del propio Manoel Carlos, y la dirección de Alí Humar.
Es protagonizada por Celmira Luzardo y Diego Álvarez.

## Sinopsis
María Isabel huyó de la miseria provocada por una catástrofe en su tierra natal. Al pueblo donde llega conoce a un hombre, Tomás, del que se enamora pero por decisión del destino huye de él. Tomás la busca infructuosamente hasta que decide trasladarse a otra ciudad y olvidarse de ella. El tiempo pasa y un día la ve por la calle convertida en una mujer poderosa y llena de vanidad. Él decide enfrentarse a la nueva María Isabel para averiguar su transformación. Sin embargo, ella lo ignora y finge no conocerlo.
Aquella mujer engreída y elegante no es María Isabel, sino su hermana gemela, María Rita de la cual nunca escuchó hablar. A partir de ese momento se presentan muchas confusiones y malentendidos.
Tomás, ya sabiendo que esa mujer es María Rita, decide casarse con ella, sin embargo, ella fallece meses después en un accidente de avión. Tiempo después, Tomás se reencuentra con María Isabel y deciden unir sus vidas, pero el recuerdo de María Rita se hará presente, y esto hará que el matrimonio pase por dificultades.

## Reparto
- Celmira Luzardo - María Isabel/María Rita
- Diego Álvarez - Tomás
- Camilo Medina
- Ana Mojica
- Gaspar Ospina
- Mario Ferro
- Rebeca López
- Mario Sastre
- Lucero Galindo
- Ronald Ayazo
- Moisés Angulo
- Mario Ruiz
- Miguel Alfonso Murillo
- Edgardo Román
- Antonio Corrales

## Versiones
La sombra de otra está basada en el libro A Sucessora, escrito por la autora brasileña Carolina Nabuco en 1934. De esta historia se hicieron las siguientes adaptaciones:
- La primera versión fue la telenovela brasileña A Sucessora, producida por Rede Globo en 1978. Adaptada por Manoel Carlos, dirigida por Herval Rossano, Gracindo Junior y Sergio Mattar, y protagonizada por Suzana Vieira y Rubens de Falco. La telenovela está ambientada en la década de 1920. Para las siguientes adaptaciones, es añadida como primera parte la trama de las dos hermanas idénticas (la protagonista y la primera esposa fallecida).
- La productora argentina Crustel S. A. realizó en 1991 para Canal 13, una versión titulada Manuela. Adaptada por Elena Antonietto, Jorge Hayes y Norberto Vieyra, producida por Marisol Crousillat, y protagonizada por Grecia Colmenares y Jorge Martínez. La telenovela está ambientada en la época actual de entonces.
- La productora peruana América Televisión realizó en 1999, una versión de esta historia titulada Isabella, mujer enamorada. Adaptada por Ana Montes, producida por José Enrique Crousillat, y protagonizada por Ana Colchero y Christian Meier. La telenovela está ambientada en la década de 1930.

| Predecesor: Lola Calamidades | Telenovela de Primera Cadena Lunes a viernes 1988-1988 | Sucesor: La daga de oro |